# Соціал-демократична партія Хорватії
Соціал-демократична партія Хорватії (хорв. Socijaldemokratska partija Hrvatske, HSLS) — найбільша лівоцентристська хорватська політична партія. За результатами виборів 2016 року партія має 54 місця (зі 151) у парламенті Хорватії.

## Організаційна структура
Першим і довше за всіх головою партії був Івіца Рачан, після смерті якого головою 2 червня 2007 року було обрано Зорана Мілановича. Нинішнім керівником партії з 26 листопада 2016 р. є Давор Бернардич.
Основними органами партії є:
- Голова, заступники голови, секретарі.
- Головний комітет (хорв. Glavni odbor).
- Виконавчий комітет (хорв. Izvršni odbor).
- Комітет з нагляду (хорв. Nadzorni odbor).

Крім того, партія складається з місцевих відділень. Є також три відділення партії:
- молодіжний форум;
- жіночий форум;
- форум літніх людей.

Партія керується Положенням (Статутом). Поточна редакція була ратифікована на 9-му партійного з'їзду, що відбувся 8 травня 2004 року.

## Історія
Партія утворилася із Союзу комуністів Хорватії (хорв. Savez komunista Hrvatske, SKH). Її делегація покинула 14-й з'їзд компартії Югославії разом із делегацією Союзу комуністів Словенії через нездатність співпрацювати із сербською комуністичною партією на чолі зі Слободаном Мілошевичем. Югославія перестала бути соціалістичною державою незабаром після цього, і тому партія отримала додаткову назву Партія демократичних змін (хорв. Stranka demokratskih promjena, SDP). SKH-SDP брала участь у багатопартійних виборах у квітні 1990 року. SKH-SDP програла ці вибори, але залишилася в парламентській опозиції .
Під час хорватських парламентських виборів 1992 року SDP виборола 5,52% голосів виборців і в цілому 11 місць в парламенті.
На початку 1994 року група чільних членів, включаючи Івана Зібера, Степана Іванішевіча, Іво Дружича, В'єрана Жуппа, Івана Матія і Іво Йосиповича, вийшли з партії після висловлення незгоди із головним комітетом. 30 квітня 1994, SDP об'єдналася із партією Соціал-демократи Хорватії (SDH), на чолі з Антуном Вуїчем, сформувавши Соціал-демократичну партію Хорватії (скорочено СДП). Івіца Рачан залишився головою партії.
Під час хорватських парламентських виборів 1995 року SDP здобула 8,93% голосів виборців і в цілому 10 місць в парламенті.
Сформувавши передвиборну коаліцію із Хорватською соціал-ліберальною партією (HSLS), партія виграла парламентські вибори у січні 2000 року. Рачан як лідер найсильнішої партії став прем'єр-міністром Хорватії. У коаліційний уряд входили міністри від СДП і HSLS плюс від коаліції Хорватської селянської партії, Ліберальної партії, Хорватської народної партії, а також Демократичної асамблеї Істрії.
Під час хорватських президентських виборів 2005 року СДП підтримала Степана Месича, який виграв вибори і став президентом.
У ході підготовки до хорватських президентських виборів 2009-2010 СДП вперше в історії партії провела внутрішні вибори, в яких члени партії обирали між Любо Юржичем і Іво Йосиповичем як кандидатом у президенти. Йосипович завоював близько двох третин голосів, а потім виграв президентські вибори, офіційно ставши президентом Хорватії 18 лютого 2010.

### Історія назв партії
- 1937 заснована Комуністична партія Хорватії.
- 1952 змінила свою назву на Союз комуністів Хорватії.
- 1990 змінила свою назву на Союз комуністів Хорватії — Партія демократичних змін.
- 1992 змінила свою назву на Соціал-демократична партія Хорватії — Партія демократичних змін.
- 1993 змінила свою назву на Соціал-демократична партія Хорватії.